# Baahubali: The Beginning
Baahubali: The Beginning é um filme épico de ação e drama indiano de 2015, dirigido por S. S. Rajamouli e produzido por Shobu Yarlagadda e Prasad Devineni sob a bandeira Arka Media Works. Foi idealizado em Tollywood e filmado nas línguas telugo e tâmil simultaneamente. Apresenta Prabhas em um papel duplo ao lado de Rana Daggubati, Anushka Shetty, Tamannaah Bhatia, Ramya Krishna, Sathyaraj e Nassar. A primeira de duas partes cinematográficas, o filme segue Sivudu, um jovem aventureiro que ajuda seu amor Avantika a resgatar Devasena, a ex-rainha de Mahishmati que agora é prisioneira sob o governo tirânico do rei Bhallaladeva. A história termina em Baahubali 2: The Conclusion.
A história do filme foi escrita pelo pai de Rajamouli, V. Vijayendra Prasad, que lhe contou aleatoriamente uma história sobre Sivagami, uma mulher que carrega um bebê nas mãos enquanto atravessa um rio, e alguns anos depois sobre Kattappa, que intrigou Rajamouli. Seu fascínio por Mahabharata e pelos contos de Amar Chitra Katha e Chandamama alimentou ainda mais seu interesse pela história. No entanto, os redatores levaram três meses para concluir a versão final. A trilha sonora foi composta por M. M. Keeravani, enquanto a fotografia, o design de produção e os efeitos visuais foram feitos por K. K. Senthil Kumar, Sabu Cyril e V. Srinivas Mohan, respectivamente.
O filme foi feito com um orçamento de ₹ 180 crore ($ 28 milhões), tornando-o o filme indiano mais caro na época de seu lançamento. O filme estreou mundialmente em 10 de julho de 2015 junto com as versões dubladas em hindi e malaiala. Recebeu aclamação nacional e internacional pela direção, história, efeitos visuais, cinematografia, temas, sequências de ação, música e performances de Rajamouli, e se tornou um sucesso recorde de bilheteria. Também foi elogiado pelos atores da indústria cinematográfica e, junto com seu sucessor, é amplamente considerado um dos maiores filmes de ação épicos indianos. Com uma bilheteria mundial de ₹ 600-650 crore, tornou-se o filme telugu de maior bilheteria e o segundo filme indiano de maior bilheteria em todo o mundo.

## Elenco
Creditado
A seguir está o elenco creditado:
- Prabhas em um papel duplo como
  - Amarendra Baahubali, o príncipe herdeiro de Maahishmati (Telugu) / Magizhmathi (Tamil), sobrinho de Sivagami e Bijjaladeva, pai de Mahendra Baahubali e membro adorado do reino
  - Mahendra Baahubali "Sivudu" (Télugo) / "Sivu" (Tamil)
- Rana Daggubati como Bhallaladeva (Telugu) / Palvaalthevan (Tamil), primo mais velho de Baahubali e um príncipe mimado e arrogante com aspirações tirânicas de assumir o trono.
- Tamannaah Bhatia como Avantika , ex-residente de Kuntala, combatente habilidoso e membro poderoso da resistência.
- Anushka Shetty como Devasena (Telugu) / Devasenai (Tamil), esposa de Amarendra Baahubali e mãe biológica de Mahendra Baahubali, que foi torturada e presa em Maahishmati (Telugu) / Magizhmathi (Tamil).
- Ramya Krishnan como Sivagami Devi, esposa de Bijjaladeva, mãe de Bhallaaladeva e um membro de alto escalão da família real, que supervisiona o reino como sua aeromoça enquanto os príncipes crescem.
- Sathyaraj como Karikala Kattappa Nadar, o general das forças armadas, mentor e professor de combate da realeza de Bhagavanth Kesari (Telugu) / Magizhmathi (Tamil). Apesar disso, seu status é igual ao de um servo e vem de uma longa linhagem de guerreiros escravos ligados ao monarca do reino.
- Nassar como Bijjaladeva (Telugu) / Pingalathevan (Tamil), o perturbado irmão mais velho de Vikramadeva e príncipe rejeitado, que tem um braço esquerdo deformado.

Outros
- Rohini como Sanga,[6] líder da tribo Amburi e mãe adotiva de Mahendra
- Meka Ramakrishna como Jaya Varma, líder dos rebeldes Kuntala e irmão de Devasena.
- Tanikella Bharani como Swamiji,[7] um sábio Amburi que se dedicou à oração de Shiva.
- Adivi Sesh como Bhadrudu (Telugu) / Bhadra (Tamil),[8] filho adotivo de Bhallaladeva, que, embora sendo zero em destreza ou habilidade, assumiu uma personalidade arrogante e controladora semelhante à de seu pai.
- Prabhakar como o Rei de Kalkeyas,[9] que assumiu a liderança quando menino e declara guerra a Mahishmati (Telugu) / Magizhmathi (Tamil) após sua trégua fracassada.
- Sudeepa como Aslam Khan,[10] um traficante de armas árabe que faz amizade com Kattappa.
- Charandeep como irmão do Rei Kalakeya[11]
- Teja Kakumanu como Saketudu (Telugu) / Sahithan (Tamil),[12] um traidor que conta aos Kalakeyas informações sobre Mahishmati (Telugu) / Magizhmathi (Tamil)
- Rakesh Varre como Sethupathi[13]
- John Kokken como Kalakeya[14]
- Madhu Sneha Upaadhyaay como dançarina de blusa azul na música "Manohari"
- Nora Fatehi dançarina de blusa verde na música "Manohari"[15]
- Scarlett Mellish Wilson como dançarina com blusa laranja na música "Manohari"[16]
- S. S. Rajamouli como o vendedor de bebidas espirituosas antes da música "Manohari"